# Rugby op de Olympische Zomerspelen
Rugby is een van de sporten die in teamverband op de Olympische Zomerspelen worden beoefend.
Rugby Union, de variant met vijftien spelers, stond in 1900, 1908, 1920 en 1924 op het programma van de Olympische Spelen. Destijds werd rugby alleen door mannen gespeeld. In 2016 keerde de sport terug met de variant rugby sevens met een toernooi voor mannen en vrouwen.

## Onderdelen
| Onderdeel           | 00 | 04 | 08 | 12 | 20 | 24 | 1928-2012 | 16 | 20 | 24 | Totaal |
| ------------------- | -- | -- | -- | -- | -- | -- | --------- | -- | -- | -- | ------ |
| Rugby union mannen  | •  |    | •  |    | •  | •  |           |    |    |    | 4      |
| Rugby seven mannen  |    |    |    |    |    |    |           | •  | •  | •  | 3      |
| Rugby seven vrouwen |    |    |    |    |    |    |           | •  | •  | •  | 3      |
| Totaal              | 1  |    | 1  |    | 1  | 1  |           | 2  | 2  | 2  | 10     |

## Medaillewinnaars
De succesvolste medaillewinnaars in het rugby is de Fijiër Jerry Tuwai met twee gouden en één zilveren medaille in het Rugby Seven .
|    | Olympiër            | Jaren            | Medailles            | Discipline      |
| -- | ------------------- | ---------------- | -------------------- | --------------- |
| 01 | Jerry Tuwai         | 2016, 2020, 2024 | Goud · Goud · Zilver | rugby seven (m) |
| 01 | Sarah Hirini        | 2016, 2020, 2024 | Zilver · Goud · Goud | rugby seven (v) |
| 01 | Tyla Nathan-Wong    | 2016, 2020, 2024 | Zilver · Goud · Goud | rugby seven (v) |
| 01 | Portia Woodman      | 2016, 2020, 2024 | Zilver · Goud · Goud | rugby seven (v) |
| 05 | / Daniel Carroll    | 1908, 1920       | Goud · Goud          | rugby union (m) |
| 05 | Charles Doe         | 1920, 1924       | Goud · Goud          | rugby union (m) |
| 05 | John O'Neil         | 1920, 1924       | Goud · Goud          | rugby union (m) |
| 05 | John Patrick        | 1920, 1924       | Goud · Goud          | rugby union (m) |
| 05 | Rudolph Scholz      | 1920, 1924       | Goud · Goud          | rugby union (m) |
| 05 | Colby Slater        | 1920, 1924       | Goud · Goud          | rugby union (m) |
| 05 | Michaela Blyde      | 2020, 2024       | Goud · Goud          | rugby seven (v) |
| 05 | Risi Pouri-Lane     | 2020, 2024       | Goud · Goud          | rugby seven (v) |
| 05 | Alena Saili         | 2020, 2024       | Goud · Goud          | rugby seven (v) |
| 05 | Stacey Waaka        | 2020, 2024       | Goud · Goud          | rugby seven (v) |
| 15 | Kelly Brazier       | 2016, 2020       | Zilver · Goud        | rugby seven (v) |
| 15 | Gayle Broughton     | 2016, 2020       | Zilver · Goud        | rugby seven (v) |
| 15 | Theresa Fitzpatrick | 2016, 2020       | Zilver · Goud        | rugby seven (v) |
| 15 | Ruby Tui            | 2016, 2020       | Zilver · Goud        | rugby seven (v) |
| 15 | Iosefo Masi         | 2020, 2024       | Goud · Zilver        | rugby seven (m) |
| 15 | Waisea Nacuqu       | 2020, 2024       | Goud · Zilver        | rugby seven (m) |
|    | Portia Woodman      | 1920, 1924       | Zilver · Zilver      | rugby union (m) |
|    | Charity Williams    | 2016, 2024       | Brons · Zilver       | rugby seven (v) |

## Medaillespiegel
N.B. Medaillespiegel is bijgewerkt tot en met de Olympische Spelen van 2024.
| Plaats | Land             | NOC    | Goud | Zilver | Brons | Totaal |
| ------ | ---------------- | ------ | ---- | ------ | ----- | ------ |
| 1      | Frankrijk        | FRA    | 2    | 3      | 0     | 2      |
| 2      | Nieuw-Zeeland    | NZL    | 2    | 2      | 0     | 4      |
| 3      | Fiji             | FIJ    | 2    | 1      | 1     | 4      |
| 4      | Verenigde Staten | USA    | 2    | 0      | 1     | 2      |
| 5      | Australazië      | ANZ    | 1    | 0      | 0     | 1      |
| 5      | Australië        | AUS    | 1    | 0      | 0     | 1      |
| 7      | Groot-Brittannië | GBR    | 0    | 3      | 0     | 3      |
| 8      | Duitsland        | GER    | 0    | 1      | 0     | 1      |
| 9      | Canada           | CAN    | 0    | 1      | 1     | 2      |
| 10     | Zuid-Afrika      | RSA    | 0    | 0      | 2     | 2      |
| 11     | Roemenië         | ROM    | 0    | 0      | 1     | 1      |
| 11     | Argentinië       | ARG    | 0    | 0      | 1     | 1      |
| Totaal | Totaal           | Totaal | 10   | 11     | 7     | 28     |

Parijs 1900 · 
Londen 1908 · 
Antwerpen 1920 · 
Parijs 1924 · 
Rio de Janeiro 2016 · 
Tokio 2020 · 
Parijs 2024 · 
Los Angeles 2028 
olympische medaillewinnaars
Olympische Zomerspelen
Olympische Winterspelen
Gerelateerd
Olympische Jeugdspelen · Paralympische Spelen · Deaflympische Spelen · Special Olympic World Games
IOC · COA · BOIC · NOC*NSF · NAOC · SOC